# Ndarja
Ndarja (svenska: separation) är en låt på albanska framförd av sångerskan Soni Malaj.

## Bakgrund
Låten är en av sångerskans mest populära, och med den deltog hon i den tredje upplagan av Top Fest år 2006. Låten är skriven av den makedoniske musikern Marjano Filipovski. Den finns även med på Malajs album, E vogëla, släppt 2005. Låten uppmärksammades även mycket i media då vinnarlåten av Eurovision Song Contest 2007, "Molitva", anklagades för att vara ett plagiat av låten.

## Top Fest
Med låten ställde Malaj upp i Top Fest under våren 2006. Hon lyckades, via semifinalerna, ta sig till finalen av tävlingen. Väl i finalen nominerades hon och sitt bidrag i tre kategorier: bästa framträdande, bästa låt samt bästa kvinnliga sångare i tävlingen. I slutändan tilldelades Soni priset för bästa låt i tävlingen, som dock vanns av Alban Skënderaj & Kthjellu.

## Plagiatur
I maj 2007 vann den serbiska sångerskan Marija Šerifović Eurovision Song Contest 2007 med låten "Molitva". Från albanskt håll anklagades låten för att vara ett plagiat på Sonis framgångsrika låt "Ndarja", som då släppts året innan "Molitva". Mellan låtarna ansågs det finnas vissa likheter i både melodi och text. Man valde dock att aldrig fila in en officiell anmälan till EBU. Även låtens kompositör, den makedoniske musikern Marjano Filipovski, menade att "Molitva" inte var ett plagiat på Malajs Top Fest-bidrag.